# Julien Morelle
Julien Morelle (né le 30 mai 1982) est un patineur de vitesse sur piste courte français.

## Palmarès
Champion de France junior en 2001 à Nantes et vice-champion de France senior en 2003 à Reims, il est médaillé de bronze en relais aux Championnats d'Europe de patinage de vitesse sur piste courte en 2003 à Saint-Pétersbourg.